# Барр, Эл
Эл Барр (настоящее имя — Alexander Martin «Al» Barr, родился 12 сентября 1968, Хановер, Нью-Гэмпшир) — ведущий вокалист панк-группы Dropkick Murphys.
Один из старейших участников Dropkick Murphys. Также являлся основателем и солистом группы The Bruisers (раньше называвшейся D. V. A. (Direct Vole Assault)), которую создал в Портсмуте, штат Нью-Хэмпшир в 1988. До The Bruisers Барр был участником следующих коллективов: 5 Balls of Power, Radicts, L. E. S. Stitches, Direct Vole Assault и US Bombs. Его группа часто выступала в Бостоне на одной сцене с Dropkick Murphys. Когда Dropkick Murphys покинул её вокалист Майк Макколган, участники попросили Барра присоединиться к группе и занять его место. По словам Кена Кейси, звук стал более хардкор/стрит-панковским ближе к стилю группы, в которой раньше пел Эл Барр.
В отличие от других членов группы, большинство которых имеет ирландскую родословную, Эл Барр имеет шотландское происхождение по линии отца и немецкое по линии матери. Помимо английского, Барр также свободно говорит на немецком языке.